# University of Houston Women's Volleyball
La University of Houston Women's Volleyball è la squadra pallavolo femminile appartenente alla University of Houston, avente sede a Houston (Texas): milita nella Big 12 Conference della NCAA Division I.

## Storia
Il programma di pallavolo femminile della University of Houston viene fondato nel 1967. Affiliato alla AIAW Division I, ottiene un terzo posto nel 1975. Si trasferisce quindi in NCAA Division I, aderendo alla Southwest Conference nel 1982: in questi anni partecipa svariate volte alla post-season, spingendosi fino alla Elite Eight nel 1994, anno nel quale conquista anche il titolo di conference; si aggiudica inoltre il WIVC 1990. 
Dopo lo scioglimento della Southwest Conference, approda nella Conference USA e poi nell'American Athletic Conference, vincendo un altro titolo in entrambe le conference.

## Palmarès
- NIVC: 1

1990

## Record
| Piazzamento          |    | Edizione                                                            |
| -------------------- | -- | ------------------------------------------------------------------- |
| Tornei NCAA          | 12 | Elite Eight: 1 1994                                                 |
| Tornei NCAA          | 12 | Sweet Sixteen: 1 2022                                               |
| Tornei NCAA          | 12 | Secondo turno: 1 1993                                               |
| Tornei NCAA          | 12 | Primo turno: 9 1989, 1991, 1992, 1995, 1996, 1997, 1998, 1999, 2000 |
| Titoli di conference | 3  | Southwest Conference: 1 1994                                        |
| Titoli di conference | 3  | Conference USA: 1 1997                                              |
| Titoli di conference | 3  | American Athletic Conference: 1 2022                                |

## Conference
- Southwest Conference: 1982-1995
- Conference USA: 1996-2012
- American Athletic Conference: 2013-2022
- Big 12 Conference: 2023-

## All-America

### Second Team
- Lilliana Dennon (1994)

### Third Team
- Lucille Charuk (2011)
- Kenna Sauer (2023)

## Allenatori
- Martha Hawthorne: 1970-1974
- Ruth Nelson: 1974-1980
- Dave Olbright: 1981-1985
- Bill Walton: 1986-2009
- Molly Alvey: 2010-2011
- Kaddie Platt: 2012-2018
- David Rehr: 2019-